# Oleksij Worona
Oleksij Heorhijowytsch Worona (ukrainisch Олексій Георгійович Ворона; * 17. August 1997 in Kiew) ist ein ukrainischer Eishockeyspieler, der seit 2023 bei den AquaCity Pikes aus der slowakischen 1. Liga unter Vertrag steht.

## Karriere

### Club
Oleksij Worona begann seine Karriere als Eishockeyspieler im Nachwuchsbereich des HK Ldinka Kiew. Nachdem er die Spielzeit 2013/14 mit dem HK Krementschuk in der belarussischen U18-Liga gespielt hatte, kehrte er zu Ldinka zurück und wurde mit dem Klub ukrainischer U20-Meister, wozu er als bester Vorlagengeber maßgeblich beitrug. Daneben spielte er für den HK Michalovce in den U18- und U20-Ligen der Slowakei. 2016 wechselte er zum HK Donbass Donezk in die ukrainische Eishockeyliga und wurde mit dem Klub 2018 Ukrainischer Meister. Zwischenzeitlich war er 2017 an den Ligakonkurrenten HK Krywbass ausgeliehen. Von 2018 bis 2022 spielte er erneut beim HK Krementschuk, mit dem er 2020 Ukrainischer Meister wurde. Im selben Jahr gab er die meisten Vorlagen der ukrainischen Liga. 2022/23 stand er bei Podhale Nowy Targ aus der Polska Hokej Liga unter Vertrag und war ab Februar 2023 an den HK Levice aus der 1. Liga, der zweithöchsten slowakischen Spielklasse, ausgeliehen. Im Sommer 2023 wechselte er zu Levices neugegründeten Ligarivalen AquaCity Pikes aus Poprad.

### International
Im Nachwuchsbereich spielte Worona für die Ukraine bei den U18-Weltmeisterschaften 2014 und 2015 in der Division I. Mit der U20-Auswahl nahm er an den U20-Weltmeisterschaft 2015, 2016, als er drittbester Scorer des Turniers nach den Franzosen Bastien Maïa und Fabien Colotti und zweitbester Torvorschütze nach Maïa war, und 2017 ebenfalls in der Division I teil.
Für die Herren-Nationalmannschaft nahm Worona erstmals an der Olympiaqualifikation für die Winterspiele in Peking 2022 teil. Zudem spielte er bei den Weltmeisterschaften der Division I 2022 und 2023, als er Topscorer und zweitbester Vorbereiter hinter seinem Landsmann Ihor Mereschko wurde.

## Erfolge und Auszeichnungen
- 2015 Ukrainischer U20-Meister mit dem HK Ldinka Kiew
- 2015 Bester Vorbereiter der ukrainischen U20-Liga
- 2018 Ukrainischer Meister mit dem HK Donbass Donezk
- 2020 Ukrainischer Meister mit dem HK Krementschuk
- 2020 Bester Vorbereiter der ukrainischen Liga

### International
- 2023 Topscorer der Weltmeisterschaft der Division I, Gruppe B